# Exarcado apostólico de América Latina y México
El exarcado apostólico para los fieles de rito armenio residentes en América Latina y México (en latín: Apostolicus Exarchatus Americae Latinae una cum Mexico, en portugués: Exarcado Apostólico para os fieis de Rito Armênio residentes na América Latina e México y en armenio: Լատինական Ամերիկայի և Մեքսիկայի էկզարխատ) es una circunscripción eclesiástica de la Iglesia católica en América Latina. Se trata de un exarcado apostólico armenio, inmediatamente sujeto a la Santa Sede. Desde el 6 de noviembre de 2024 es sede vacante y su administrador apostólico es el eparca emérito Vartán Waldir Boghossian, de la Pía Sociedad de San Francisco de Sales.

## Territorio y organización

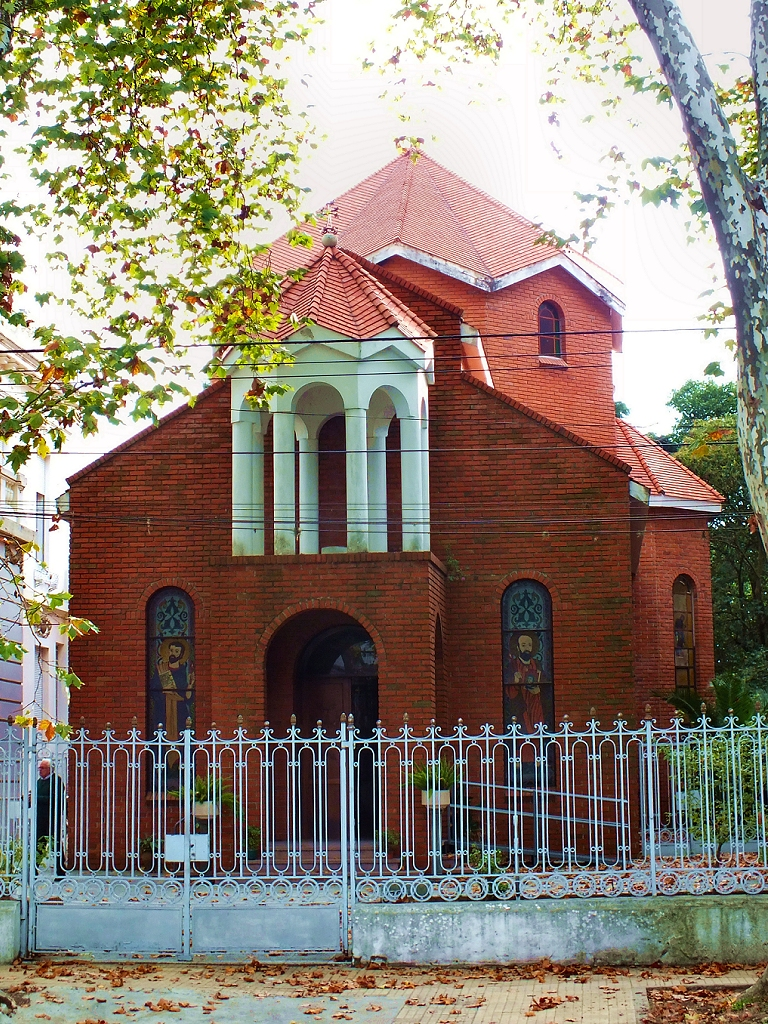
Concatedral de Nuestra Señora de Bzommar, Montevideo

El exarcado apostólico extiende su jurisdicción sobre los fieles católicos de rito armenio residentes América Latina, con excepción de Argentina.
La sede del exarcado apostólico se encuentra en la ciudad de São Paulo, en donde se halla la Catedral de San Gregorio el Iluminador desde 2015. Previamente la sede estaba en la ciudad de Buenos Aires (en Argentina), residencia habitual del exarca apostólico. La Catedral de Nuestra Señora de Narek en Buenos Aires fue la catedral del exarcado apostólico hasta el 18 de febrero de 1989, quedando desde entonces fuera de su jurisdicción. En Montevideo (Uruguay) se halla la Concatedral de Nuestra Señora de Bzommar.
En 2023 en el exarcado apostólico existían 2 parroquias, la catedral (Paróquia Armênia Católica São Gregório Iluminador) y la concatedral.
Por no encontrarse dentro del territorio propio de la Iglesia católica armenia, el exarcado apostólico no está bajo dependencia del patriarca de Cilicia de los armenios, y se halla inmediatamente sujeto a la Santa Sede y depende de la Congregación para las Iglesias Orientales. Su exarca apostólico, sin embargo de ser designado por el papa, hace parte del sínodo patriarcal armenio y está sujeto al patriarca en los asuntos de su propio rito. Desde la erección de la eparquía de San Gregorio de Narek en Buenos Aires en 1989 a permanecido unido in persona episcopi a la eparquía.
La mitad de los fieles del exarcado apostólico viven en Brasil, principalmente en los estados de São Paulo y de Río de Janeiro, el resto se encuentra en Uruguay, Chile, México y Venezuela. Además de los párrocos de São Paulo y de Montevideo, en São Paulo existe también un protosincelo que es vicario general y en Montevideo un vicario parroquial. Los fieles de Chile son asistidos por un vicario de la eparquía de Buenos Aires que viaja periódicamente y celebra culto en la parroquia de Nuestra Señora del Carmen, en Ñuñoa. Los fieles de Venezuela y de México son asistidos por el exarca apostólico, que viaja a esos países una o dos veces al año.

## Historia
Entre 1894 y 1896 comenzaron a llegar a América del Sur los primeros católicos armenios escapando de las persecuciones del sultán Abdul Hamid II del Imperio otomano. Entre 1909 y 1913 llegó otra oleada producto de las persecuciones y matanzas perpetradas por los Jóvenes Turcos —como la Masacre de Adana en 1909—. Entre 1921 y 1923 la emigración se produjo a causa de la evacuación de Cilicia por las potencias occidentales y su entrega a Turquía. En 1923 comenzó la inmigración armenia a Brasil y en 1935 el patriarca armenio Avedis Pedro XIV Arpiarian envió al sacerdote egipcio Vicente Davidian, creándose la Capelania da Missão Armênia Católica en São Paulo, que hasta 1966 utilizó la iglesia São Cristóvão da Luz. En 1949 Davidian fue destinado a Río de Janeiro y el sirio Gabriel Chadarevian ocupó su lugar desde el 17 de septiembre de 1950.
El ordinariato para los fieles de rito oriental en Brasil fue establecido el 14 de noviembre de 1951 mediante el decreto Cum fidelium de la Congregación para las Iglesias Orientales, por lo que los fieles armenios católicos de Brasil quedaron comprendidos en él.
El 19 de febrero de 1959 el papa erigió el ordinariato para los fieles de rito oriental en Argentina para la atención pastoral de los fieles católicos de ritos orientales desprovistos de ordinario propio, en el que quedaron comprendidos los católicos armenios, designando al arzobispo de Buenos Aires como ordinario. En 1960 el ordinario erigió la parroquia Nuestra Señora de Narek en Buenos Aires.
El 13 de febrero de 1969 el ordinario oriental de Brasil y arzobispo de Río de Janeiro, cardenal Jaime de Barros Câmara, decreto la creación de la parroquia de San Gregorio el Iluminador en São Paulo.
En diciembre de 1969 el párroco armenio de Montevideo —Pascual Tekeyan— fue designado por la Santa Sede como visitador apostólico armenio para toda América Latina, permaneciendo en esa función hasta 1981.
El exarcado apostólico fue erigido el 3 de julio de 1981 mediante la bula Armeniorum fidelium del papa Juan Pablo II. El mismo día se designó a su primer exarca apostólico, el salesiano Vartán Waldir Boghossian.

Armeniorum fidelium coetum per omnes Americae Latinae diciones atque in Mexico commorantium, eorum scilicet qui decursu temporum ob diversas vicissitudines, propriis relictis regionibus, ad novam sedem residentiae et operis inveniendam Americam Latinam petierunt, incrementa cepisse libenti animo accepimus; qua re opportunum visum est eorum omnium precibus concedere, qui ut ab Apostolica Sede peculiaris Exarchatus Apostolicus conderetur petierunt. Ex sententia igitur sive Venerabilium Fratrum Nostrorum S. R. E. Cardinalium qui Sacrae Congregationi pro Ecclesiis Orientalibus praeponuntur, sive Venerabilis Fratris Hemaiagh Petri XVII, Patriarchae Ciliciae Armeniorum, eiusque Synodi, sive denique uniuscuiusque cuius interest, Nos, re bene considerata, suprema Nostra potestate qua pollemus Exarchatum Apostolicum pro fidelibus ritus Armenii per omnes diciones Americae Latinae atque Foederatarum Civitatum Mexicanarum commorantibus condimus. Suademus praeterea ut Consultores exarchales eligantur qui, una cum Syncello, Praesuli in gerendis negotiis assistant.
Parte de la constitución apostólica Armeniorum fidelium

El 18 de febrero de 1989 el papa Juan Pablo II separó el territorio de la República Argentina del exarcado apostólico armenio de América Latina y México, y erigió la eparquía armenia de San Gregorio de Narek en Buenos Aires mediante la bula Cum Christifideles ritus Armeni in Republica Argentina. El obispo Vartán Waldir Boghossian fue designado al frente de la eparquía a la vez que retuvo el cargo de exarca apostólico de América Latina y México. La hasta entonces catedral del exarcado apostólico, Nuestra Señora de Narek en Buenos Aires, pasó a ser la catedral de la nueva eparquía.
El 22 de noviembre de 2015 el prefecto de la Congregación para las Iglesias Orientales, cardenal Leonardo Sandri, decretó que la sede del exarcado apostólico fuese transferida desde Buenos Aires a la ciudad de São Paulo, por lo que la parroquia de San Gregorio el Iluminador pasó a ser la catedral.

## Estadísticas
Según el Anuario Pontificio 2024 el exarcado apostólico tenía a fines de 2023 un total de 12 204 fieles bautizados.
| Año                                                                             | Población            | Población | Población      | Sacerdotes | Sacerdotes    | Sacerdotes    | Bautizados por sacerdote | Diáconos permanentes | Religiosos | Religiosos | Parroquias |
| Año                                                                             | Bautizados católicos | Total     | % de católicos | Total      | Clero secular | Clero regular | Bautizados por sacerdote | Diáconos permanentes | Varones    | Mujeres    | Parroquias |
| ------------------------------------------------------------------------------- | -------------------- | --------- | -------------- | ---------- | ------------- | ------------- | ------------------------ | -------------------- | ---------- | ---------- | ---------- |
| 1990                                                                            | 14 000               | ?         | ?              | 4          | 1             | 3             | 3500                     |                      | 3          | 2          | 2          |
| 1999                                                                            | 12 000               | ?         | ?              | 2          |               | 2             | 6000                     |                      | 2          |            | 2          |
| 2000                                                                            | 12 000               | ?         | ?              | 2          |               | 2             | 6000                     |                      | 2          |            | 2          |
| 2001                                                                            | 11 000               | ?         | ?              | 2          |               | 2             | 5500                     |                      | 2          |            | 2          |
| 2002                                                                            | 11 000               | ?         | ?              | 2          |               | 2             | 5500                     |                      | 2          |            | 2          |
| 2003                                                                            | 12 000               | ?         | ?              | 1          |               | 1             | 12 000                   |                      | 1          |            | 2          |
| 2004                                                                            | 12 000               | ?         | ?              | 1          |               | 1             | 12 000                   |                      | 1          |            | 2          |
| 2005                                                                            | 12 000               | ?         | ?              | 1          |               | 1             | 12 000                   |                      | 1          |            | 3          |
| 2009                                                                            | 12 000               | ?         | ?              | 1          |               | 1             | 12 000                   |                      | 1          |            | 2          |
| 2010                                                                            | 12 000               | ?         | ?              | 1          |               | 1             | 12 000                   |                      | 1          |            | 2          |
| 2013                                                                            | 12 000               | ?         | ?              | 2          |               | 2             | 6000                     |                      | 2          | 3          | 2          |
| 2016                                                                            | 12 000               | ?         | ?              | 2          |               | 2             | 6000                     |                      | 2          | 3          | 2          |
| 2019                                                                            | 12 000               | ?         | ?              | 3          |               | 3             | 4000                     |                      | 3          | 3          | 3          |
| 2021                                                                            | 12 000               | ?         | ?              | 2          |               | 2             | 6000                     |                      | 1          | 2          | 2          |
| 2023                                                                            | 12 204               | ?         | ?              | 2          |               | 2             | 6102                     |                      |            | 2          | 2          |
| Fuente: Catholic-Hierarchy, que a su vez toma los datos del Anuario Pontificio. |                      |           |                |            |               |               |                          |                      |            |            |            |

## Episcopologio
- Vartán Waldir Boghossian, S.D.B. (3 de julio de 1981-4 de julio de 2018 retirado)
- Pablo Hakimian (4 de julio de 2018-6 de noviembre de 2024 falleció)
  - Vartán Waldir Boghossian, S.D.B., desde el 31 de marzo de 2025 (administrador apostólico)